# 柬埔寨—巴基斯坦關係
柬埔寨－巴基斯坦关系是指柬埔寨王国和巴基斯坦之間的雙邊關係。两国均为不结盟运动成员国，也是中华人民共和国“一带一路”倡議的重要組成国之一。两国亦经常被视为中国最重要的盟友之二。
两国于1952年3月23日建交，但在2004年两国政府一致同意加强在南亚、东南亚以及亚太地区的和平、安全稳定方面的双边合作后，两国关系才有了显著的加强，同年，巴基斯坦总理扎法魯拉·汗·賈邁利在访问柬埔寨时亦给予柬埔寨长期低息贷款。
2005年，巴基斯坦在金边开设大使馆并派驻常任使节，而柬埔寨尚未在巴基斯坦设置大使馆，对巴基斯坦的相关事务由驻土耳其大使馆兼辖，2011年，柬埔寨在巴基斯坦拉合尔开设名誉领事馆，并委任乔杜里·薩利克·侯塞因为首任名誉领事。
2022年9月5日，有鉴于巴基斯坦洪灾严重，造成大量人员伤亡及财产损失，柬埔寨外交部决定，向巴基斯坦捐款5万美元。
目前，巴基斯坦和柬埔寨的双边貿易额较低，實際貿易水平落後於其潛力。巴基斯坦有潛力向柬埔寨出口價值10.2億美元的商品。同樣，柬埔寨對巴基斯坦的出口潛力额為5.9億美元。柬埔寨對巴基斯坦出口主要向巴基斯坦出口針織和非針織服裝，并从巴基斯坦进口棉花、生皮和藥物等。